# 葛谷御霊神社
葛谷御霊神社（くずがやごりょうじんじゃ）は東京都新宿区の神社。

## 概要
11世紀中期、源義家の軍勢が前九年の役出征し、その帰途で当地に立ち寄った。そして義家に付き従っていた京都の桂（葛）の里の一族がこの地に留まり定住した。その際に八幡社を勧請したのが起源である。葛ヶ谷村の鎮守であった。
当社では、毎年1月13日に「御備謝祭（おびしゃまつり）」が開かれる。かつては旧暦12月から旧暦1月13日まで行われていたが、現在は新暦1月13日のみに簡略化されている。「おびしゃ」とは、的を弓で射てその年の吉兆を占う行事で、主に関東地方で行われる行事である。新宿区では、他に中井御霊神社でも行われている。

## 交通アクセス
- 都営地下鉄大江戸線・落合南長崎駅より徒歩11分。
- 中野駅よりバス(関東バス　中12系統など)「哲学堂公園入口」下車。